# Военный переворот в Нигере (1999)
Военный переворот в Нигере (1999) произошёл 9 апреля 1999 года. Его итогом стала гибель президента страны Ибрагима Баре Маинассары и приход к власти Дауды Малама Ванке 11 апреля. Маинассара был убит на военной базе, возможно, солдатами президентской охраны.

## Предпосылки

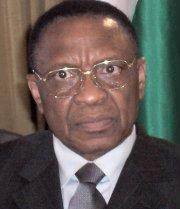
Избранный президент Танджа Мамаду

Маинассара, военный, захватил власть в результате государственного переворота в январе 1996 года. При этом он сверг демократически избранного президента Махамана Усмана.

## Последствия
Ванке возглавил Национальный совет по примирению, который стал высшим органом власти в стране. В октябре — ноябре 1999 года были проведены демократические президентские выборы, на которых одержал победу генерал-лейтенант Танджа Мамаду. Он принёс присягу в качестве президента Нигера 22 декабря 1999 года.